# Li Andersson

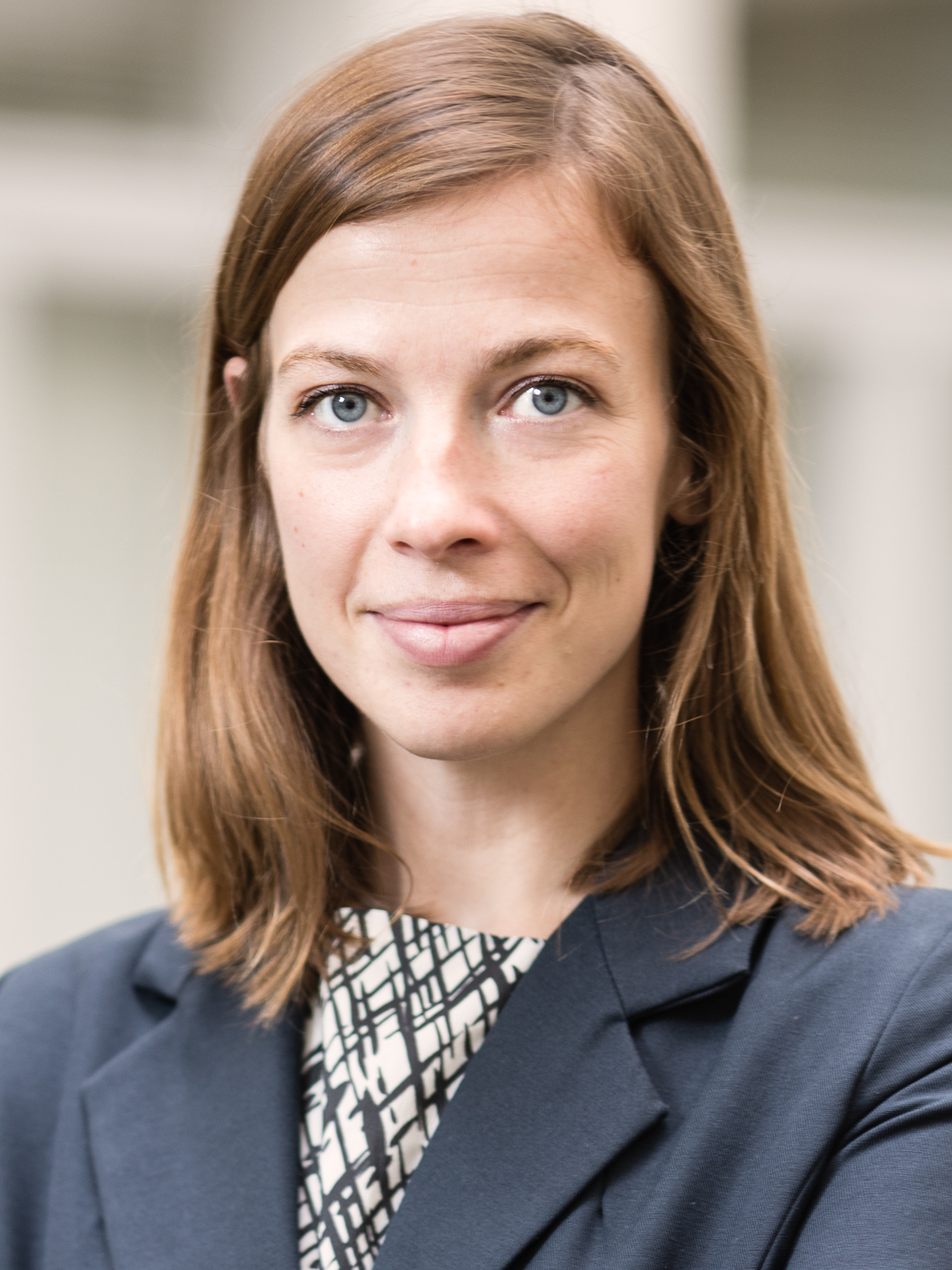
Li Andersson (2019)

Li Sigrid Andersson (* 13. Mai 1987 in Turku) ist eine finnische Politikerin, ehemalige Vorsitzende der Linksbündnis-Partei, seit 2024 Mitglied des Europäischen Parlaments und dort Vorsitzende des Ausschusses für Beschäftigung und soziale Angelegenheiten.
Sie war von 2019 bis 2024 Mitglied des finnischen Parlaments und ist Stadträtin in Finnlands sechstgrößter Stadt Turku. Auch war sie früher Vorsitzende der Jugendorganisation ihrer Partei. Von Juni 2019 bis Juni 2023 war sie Bildungsministerin, zunächst im Kabinett Rinne, anschließend im Kabinett Marin.
Li Sigrid Andersson gehört dem finnlandschwedischen Bevölkerungsteil an.

## Politische Karriere
In den Parlamentswahlen 2015 wurde Andersson mit der höchsten Anzahl an Stimmen der Region Varsinais-Suomi gewählt (mit 17 Sitzen). In den Kommunalwahlen 2017 wiederum bekam sie die höchsten Stimmen für einen Kandidaten außerhalb der Hauptstadt Helsinki.
Im Februar 2016 gab sie bekannt, für den Vorsitz ihrer Partei kandidieren zu wollen. Bei der Wahl am 6. Juni 2016 erhielt sie 3.913 (61,85 %) Stimmen und gewann die interne Wahl damit. Am 11. Juni 2016 wurde sie auf einem Parteitag des Linksbündnisses in Oulu in ihrem neuen Amt bestätigt.
Sie ist im Europäischen Parlament Vorsitzende des Ausschuss für Beschäftigung und soziale Angelegenheiten, Mitglied der Konferenz der Ausschussvorsitze sowie stellvertretendes Mitglied im Ausschuss für Umweltfragen, öffentliche Gesundheit und Lebensmittelsicherheit. Sie ist zudem Mitglied der Delegation in der Paritätischen Parlamentarischen Versammlung OAKPS-EU und in den Delegationen in den Parlamentarischen Versammlungen Afrika-EU und EURO-NEST sowie stellvertretendes Mitglied der Delegation im Ausschuss für parlamentarische Kooperation EU-Russland und in der Delegation im Parlamentarischen Assoziationsausschuss EU-Ukraine.

## Politische Positionen
Andersson sieht sich selbst als Marxistin, außerdem setzt sie sich für Visumfreiheit zwischen Russland und Finnland ein. Sie ist zudem der Ansicht, dass Tiere eine Identität haben, und setzt sich daher für einen veganen Lebensstil ein. Sie unterstützt die Legalisierung von Cannabis-Konsum.

## Stimmenanteil

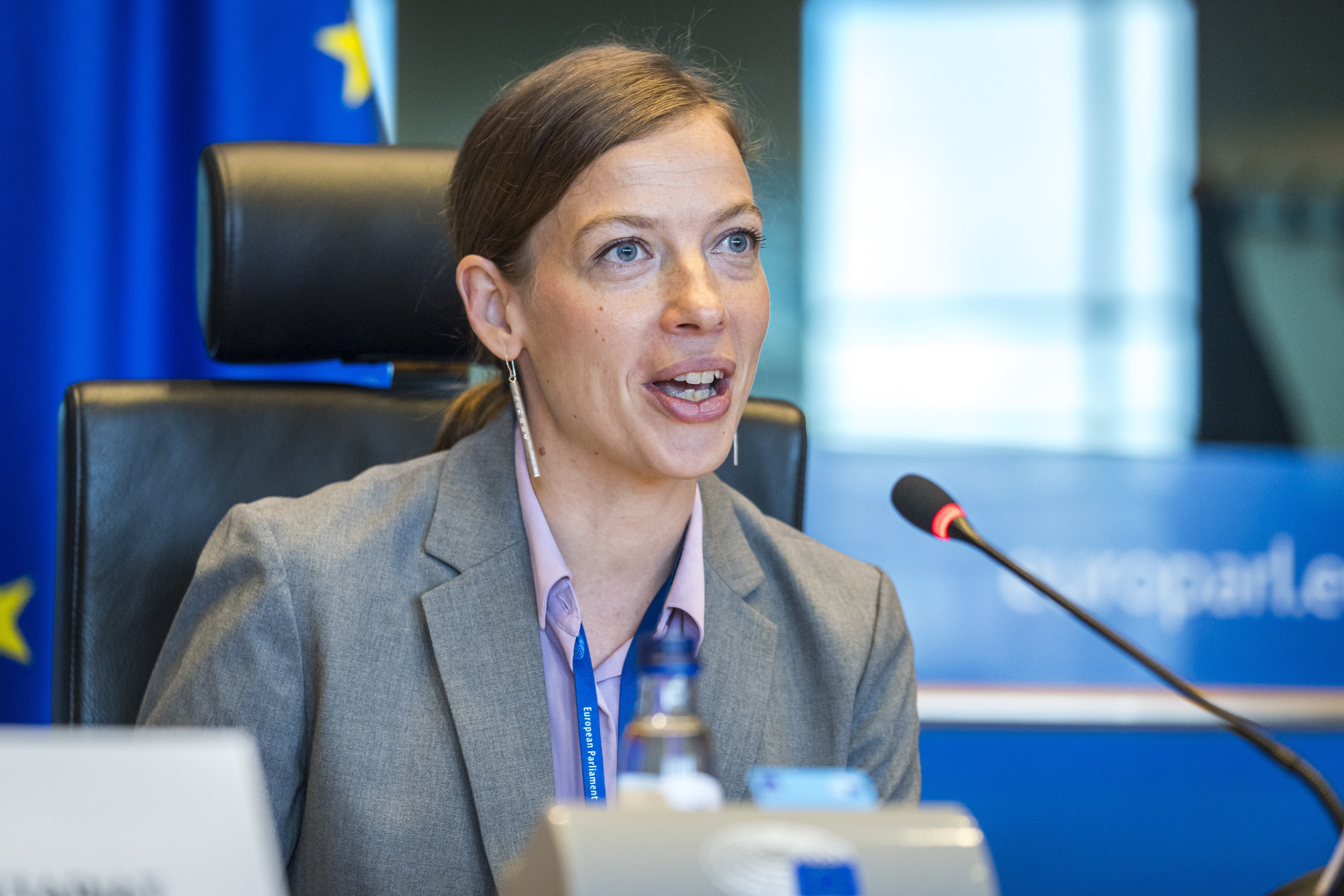
Seit 2024 ist Andersson Mitglied des Europäischen Parlaments

### Kommunalwahlen
| Jahr | Stadt | Stimmen | Ergebnis      |
| ---- | ----- | ------- | ------------- |
| 2008 | Turku | 175     | Nicht gewählt |
| 2012 | Turku | 2.422   | Gewählt       |
| 2017 | Turku | 6.415   | Gewählt       |

### Parlamentswahlen
| Jahr | Wahlkreis       | Stimmen | Ergebnis      |
| ---- | --------------- | ------- | ------------- |
| 2011 | Varsinais-Suomi | 2.170   | Nicht gewählt |
| 2015 | Varsinais-Suomi | 15.071  | Gewählt       |

### Wahlen zum Europäischen Parlament
| Jahr | Wahlkreis | Stimmen | Ergebnis      |
| ---- | --------- | ------- | ------------- |
| 2014 | Finnland  | 47.599  | Nicht gewählt |